# Gouvernement Hartling
 (septembre 2023).
Si vous disposez d'ouvrages ou d'articles de référence ou si vous connaissez des sites web de qualité traitant du thème abordé ici, merci de compléter l'article en donnant les références utiles à sa vérifiabilité et en les liant à la section « Notes et références ».
Royaume de Danemark
Anker Jørgensen I Anker Jørgensen II
Le cabinet Poul Hartling était le gouvernement du royaume de Danemark en fonction du 19 décembre 1973 au 13 février 1975.
Il était dirigé par le ministre d'État libéral Poul Hartling.
Il a succédé au cabinet Anker Jørgensen I et a été suivi du cabinet Anker Jørgensen II.

## Composition
| Fonction                                                     | Titulaire | Titulaire           | Parti   |
| ------------------------------------------------------------ | --------- | ------------------- | ------- |
| Premier ministre                                             |           | Poul Hartling       | Venstre |
| Ministre des Affaires étrangères                             |           | Ove Guldberg        | Venstre |
| Ministre des Finances                                        |           | Anders Andersen     | Venstre |
| Ministre de l'Économie et du Commerce                        |           | Poul Nyboe Andersen | Venstre |
| Ministre de l'Éducation                                      |           | Tove Nielsen        | Venstre |
| Ministre de la Justice et de la Culture                      |           | Nathalie Lind       | Venstre |
| Ministre de la Défense                                       |           | Erling Brøndum      | Venstre |
| Ministre du Travail et du Logement                           |           | Johan Philipsen     | Venstre |
| Ministre de l'Agriculture et de la Pêche                     |           | Niels Anker Kofoed  | Venstre |
| Ministre de l'Intérieur et des Affaires sociales             |           | Jacob Sørensen      | Venstre |
| Ministre des Affaires ecclésiastiques et des Travaux publics |           | Kresten Damsgaard   | Venstre |
| Ministre de l'Environnement et du Groenland                  |           | Holger Hansen       | Venstre |